# Ehrenstrafe

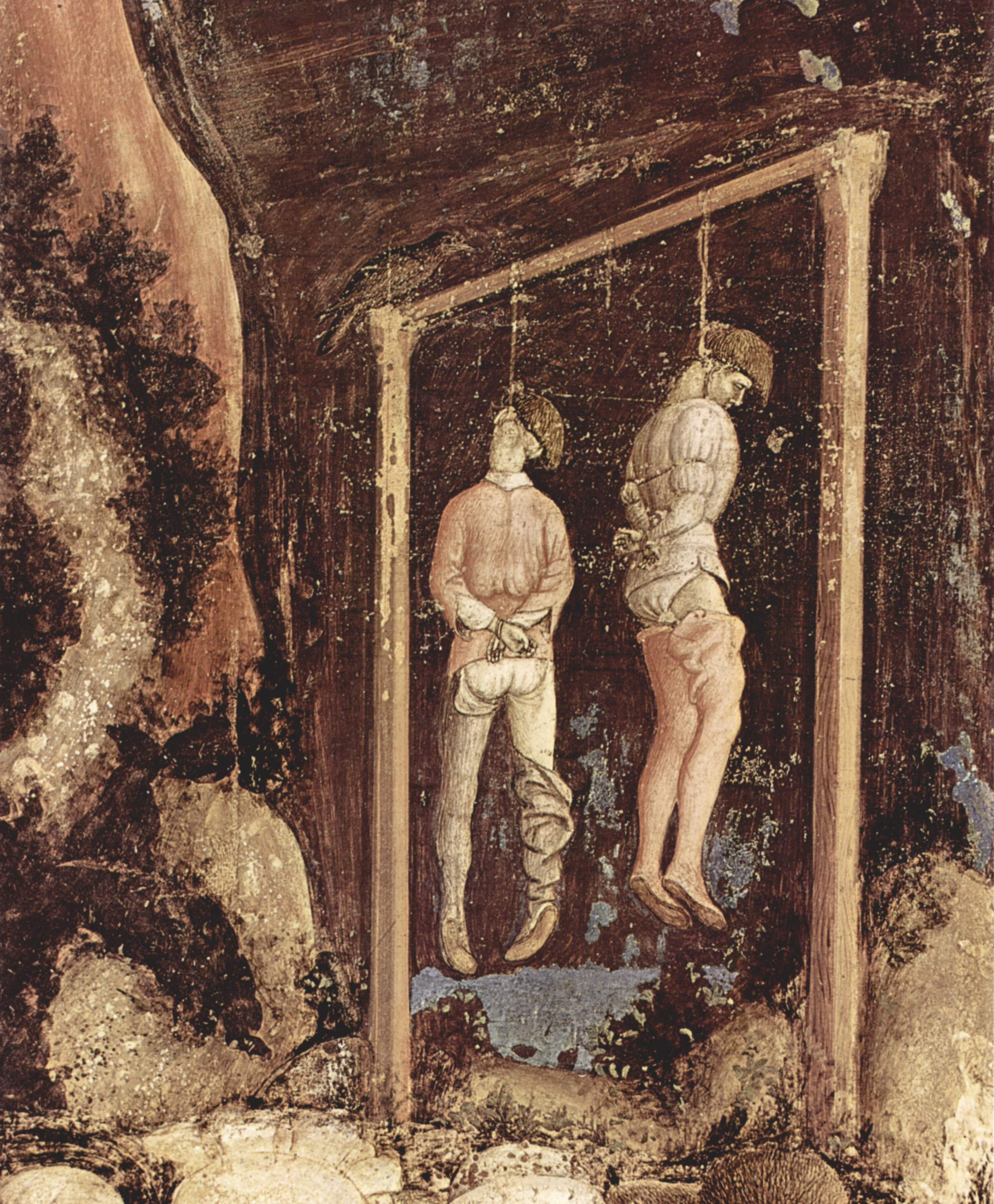
Erhängen mit auf dem Rücken zusammengebundenen Händen als entehrende Strafe (Detail eines Gemäldes von Antonio Pisanello, 1436–1438).

Als Ehrenstrafe wurden im Mittelalter und der Frühen Neuzeit Leibes- und Lebensstrafen bezeichnet, die den Verlust oder die Beeinträchtigung der Ehre zur Folge hatten. Sie führten per Gerichtsurteil zur Ehrlosigkeit (infamia juris), was die Minderung der Rechtsfähigkeit (z. B. der Anklage-, Testier-, Zeugen-, Amts- und Weihefähigkeit) bis hin zu völliger Rechtlosigkeit (Bann, Exkommunikation) des Verurteilten selbst und zum Teil auch seiner Nachkommen bedeutete.

## Mittelalter und Frühe Neuzeit
Ehrenstrafen wurden vor allem für solche Straftaten verhängt, die heimlich, zu nachtschlafender Zeit und heimtückisch begangen und solche, die vom Täter abgeleugnet wurden, um sich der Bestrafung zu entziehen (sog. unehrliche Strafsachen). Diese Taten galten als verächtlich und verschärfter Strafe würdig. Art. 158 der Constitutio Criminalis Carolina bestrafte allerdings schon den leichten Diebstahl mit Prangerstehen.  Durch eine unehrliche Todesstrafe Verurteilten, etwa durch Rädern und Erhängen wurde – anders als den „ehrlichen“ – das christliche Begräbnis verweigert (Eselsbegräbnis).
Leichtere Ehrenstrafen, auch Schandstrafen, wurden durch die Niedere Gerichtsbarkeit verhängt und bewirkten nur einen Rechtsverlust auf Zeit. Schwere Strafen wie die Todesstrafe waren der Hoch- oder Blutgerichtsbarkeit vorbehalten. Die eigentlichen Ehrenstrafen wie das Prangerstehen und das Brandmarken führten zu einem anhaltenden Ausschluss aus der Gesellschaft. Die Strafarten waren nicht im Einzelnen kodifiziert, wurden aber stets öffentlich und an zentralen Orten wie Markt- oder Kirchplätzen unter großer Anteilnahme der örtlichen Gemeinschaft vollstreckt. Zu den unehrlichen Leibesstrafen zählte insbesondere der Pranger, der in über 50 % der Fälle als Ehrenstrafe verhängt wurde, aber auch der Schandpfahl, der Schandkorb, der Lästerstein, die Halsgeige, die Schandflöte, die Schandmaske sowie der Eselsritt. Geahndet wurden zumeist üble Nachrede und Blasphemie sowie Ehebruch, außerdem leichter, schwerer und vor allem wiederholter Diebstahl sowie Betrug.
Die Landgerichtsordnung für Österreich ob der Enns von 1677 (Leopoldina) verzeichnete beispielsweise sechs Strafarten:
1. der Delinquent musste in Eisen den Kranken im Spital aufwarten
2. am Pranger stehen
3. öffentliche Ausstellung in Band und Eisen
4. Tragen des Halseisens
5. die Delinquenten wurden mit der Rute in der Hand außerhalb des Friedhofes in die Brechel gestellt[9]
6. das Verbrechen wurde auf einen Zettel geschrieben und dem Delinquenten umgehängt, danach wurde er an das Kreuz gespannt.

Die verurteilte Person verlor mit dem Urteilsspruch und der Exekution der Strafe ihr gesellschaftliches Ansehen innerhalb einer Ortschaft völlig, denn sie konnte von da an nicht mehr als ehrbar angesehen werden. Sie ging der bürgerlichen Ehrenrechte (soweit vorhanden) verlustig. Es war ihr nicht mehr möglich, am normalen gesellschaftlichen Leben innerhalb der Stadt teilzunehmen, denn von Seiten der Bürger war man bestrebt, sich möglichst selten im Verkehr mit einer Person sehen zu lassen, deren Leumund ruiniert war. Man befürchtete, sich selbst den eigenen Leumund zu verderben, und strebte danach, diese Gefahr, so gut es ging, zu vermeiden. Die betreffende Person sah sich also Reaktionsweisen gegenüber, die einer Ächtung gleichkamen. Einer Person, die am Pranger stand, durfte kein Leid zugefügt werden, jedoch durften weiche Lebensmittel wie z. B. Weintrauben oder Tomaten geworfen werden. Neben Rache konnte hierfür auch die eigene Belustigung das Motiv gewesen sein. Auch Ziegenlecken an einer solchen Person ist durch bildliche Darstellung bezeugt.
Darüber hinaus stellten sich in der Regel Beschränkungen in ökonomischer Hinsicht ein, denn verschiedene Gewerbe und Gewerke kannten eine besondere Ehrengerichtsbarkeit. Wenn ein Fremdgeschriebener oder ein Lehrling, Geselle oder gar Meister der anderen Zünfte eine Ehrenstrafe auferlegt bekam, wurde er aus der betreffenden Zunft ausgestoßen. Der Ehrenkodex sah dies so vor.

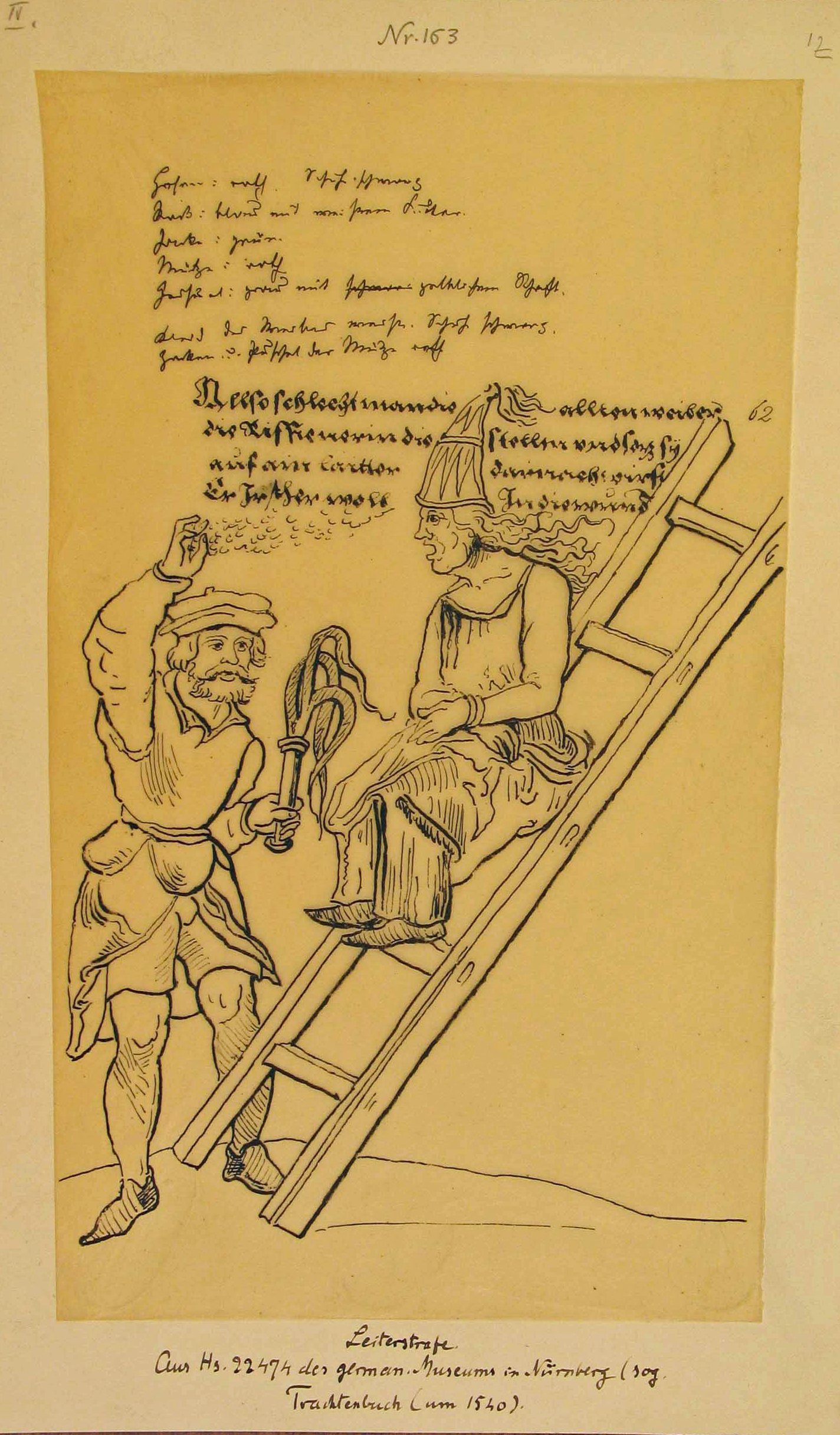
Leiterstrafe
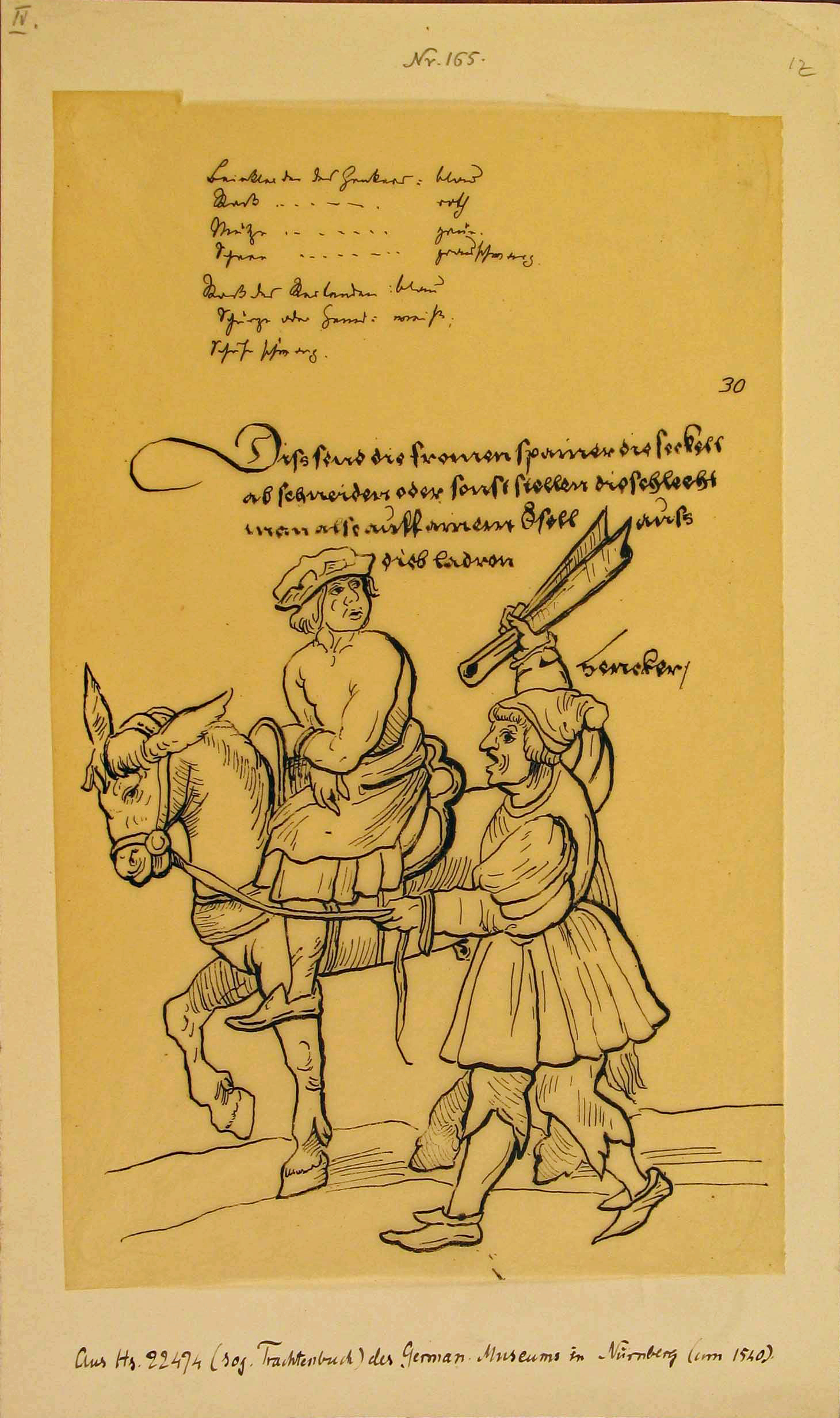
Asouade (Eselsritt)
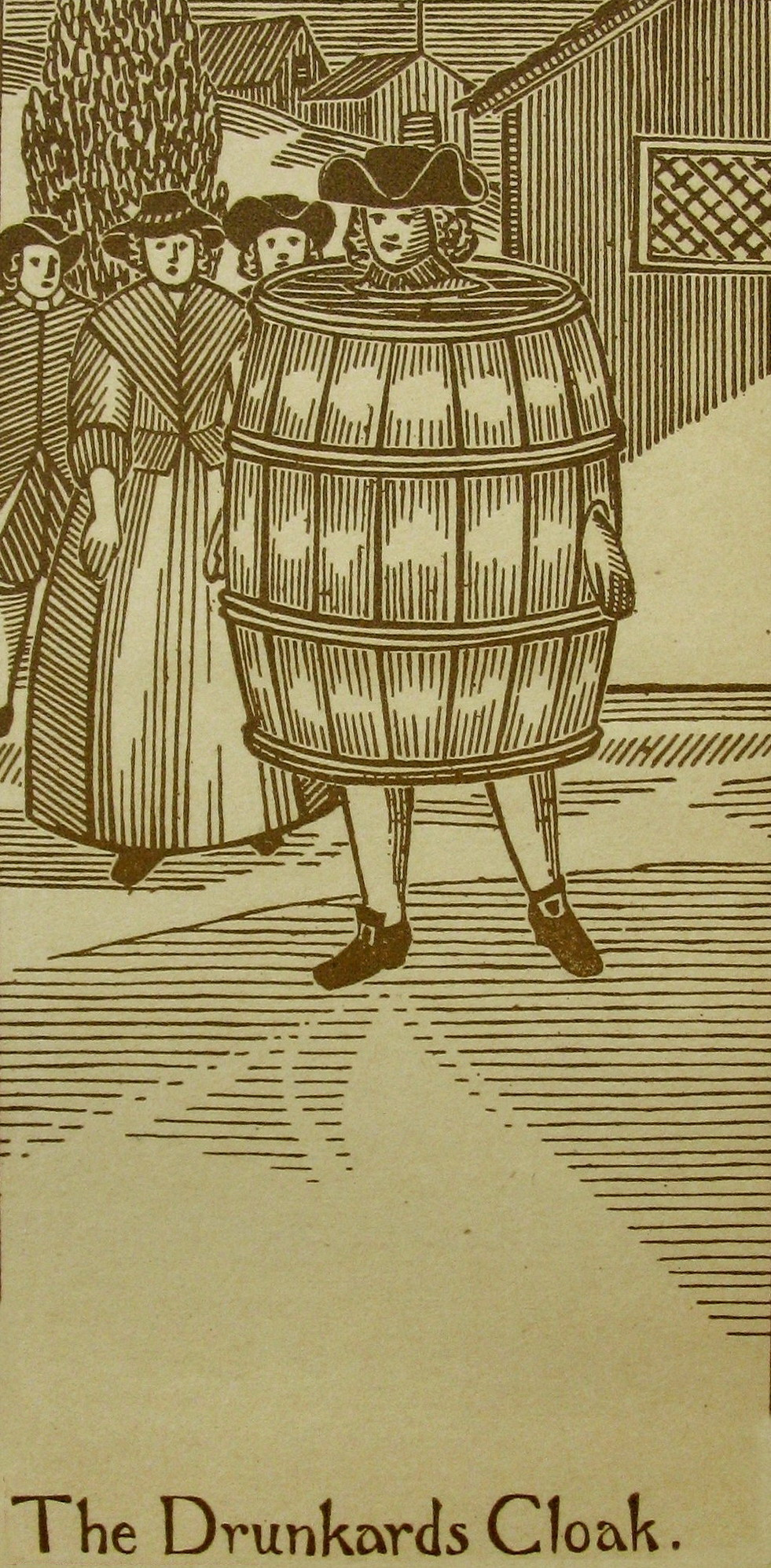
Schandtonne
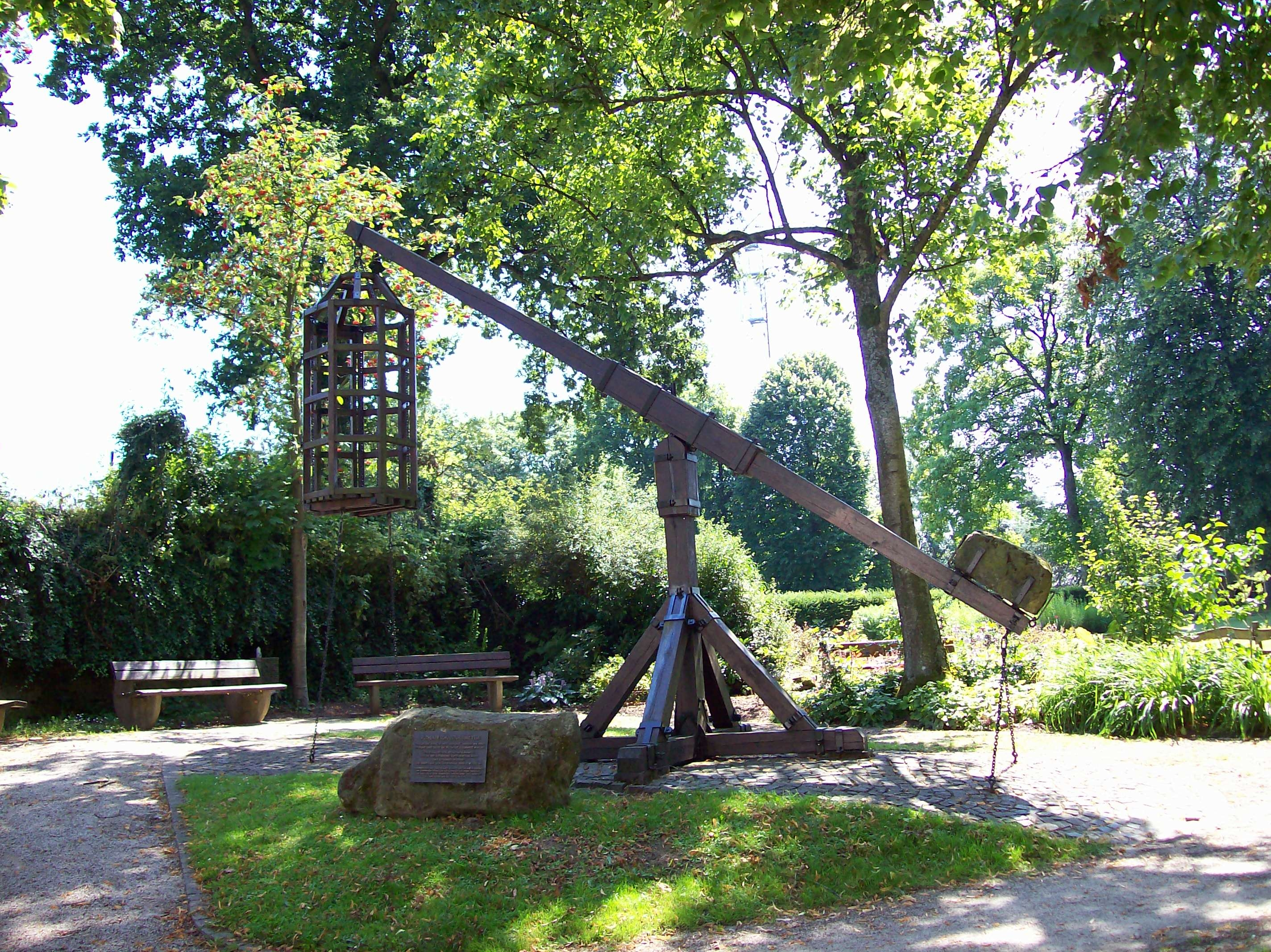
Schandkorb
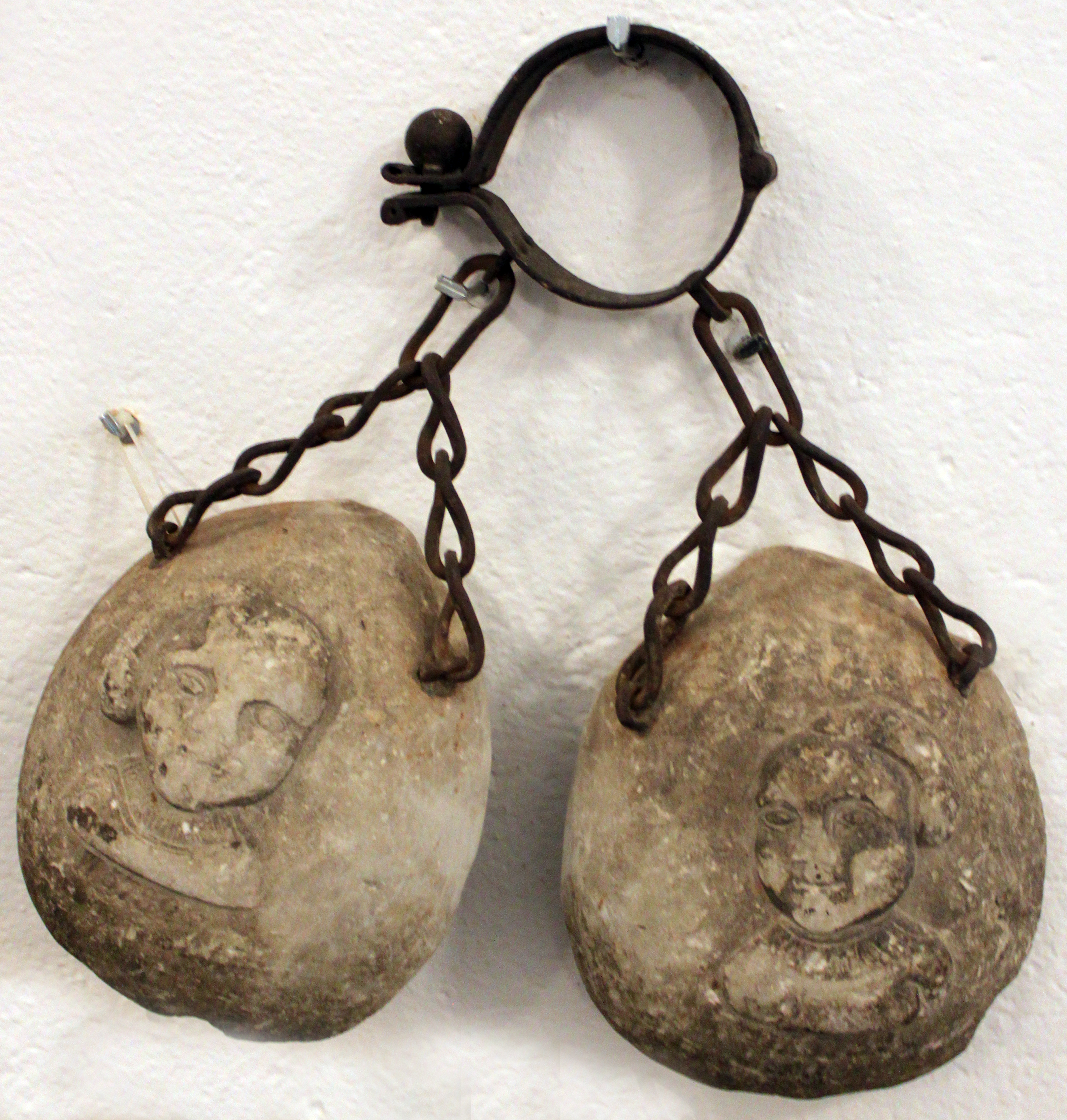
Schand- oder Lästersteine

Zu Ehrenstrafen im weiteren Sinn gehören auch an einer Person nach außen hin sichtbar gemachte Schandmale, zielgerichtete optische Kennzeichnungen sowie gezielte Entblößungen. So kennzeichnete in bestimmten Zusammenhängen beispielsweise die Barfüßigkeit eine betreffende Person als unfrei oder nicht zur bürgerlichen oder ständemäßigen Gesellschaft zugehörig. In dieser Weise öffentlich vorgeführt zu werden, stellte für diese eine schwere Ehrenkränkung dar.
Einen Sonderfall der sog. Volksehrenstrafe stellt das Haberfeldtreiben dar.

## Neuzeitliche Ausprägungen

### (Reichs-)Strafgesetzbuch
Der bürgerliche Tod war im Reichsstrafgesetzbuch von 1871 nicht mehr vorgesehen. Als Nebenstrafe konnte jedoch der Verlust der bürgerlichen Ehrenrechte als bloße Schmählerung, bestimmte Bürgerrechte im öffentlichen Leben wahrzunehmen, erklärt werden.
Mit Inkrafttreten des Grundgesetzes im Mai 1949 war die Todesstrafe abgeschafft (Art. 102 GG). Die unantastbare Menschenwürde (Art. 1 Abs. 1 GG) verbietet grausame, unmenschliche und erniedrigende Strafen. Auch ein Straftäter darf nicht zum bloßen Objekt der Verbrechensbekämpfung unter Verletzung seines verfassungsrechtlich geschützten sozialen Wert- und Achtungsanspruchs gemacht werden.
Ein unbefristeter Ausschluss aus der Gemeinschaft wäre mit dem Vollzugsziel der Resozialisierung des Täters nicht vereinbar. Aus diesem Grund hat der Entwurf eines Strafgesetzbuchs von 1962 die Ehrenstrafen im eigentlichen Sinne ausdrücklich abgelehnt. Der dauerhafte Verlust der bürgerlichen Ehrenrechte als selbständige Strafform sollte abgeschafft werden. § 56-E sah jedoch den zeitlich befristeten Verlust der Amtsfähigkeit, der Wählbarkeit und des Stimmrechts als Nebenstrafe neben einer wegen eines Verbrechens verhängten Haftstrafe vor. Seit der Großen Strafrechtsreform von 1969 sieht § 45 StGB nur noch den Verlust der Amtsfähigkeit, der Wählbarkeit und des Stimmrechts für die Dauer von zwei bis zu fünf Jahren als Nebenfolge ohne Strafcharakter vor. Der Grundsatz der Allgemeinheit der Wahl wird nach Ansicht des Bundesverfassungsgerichts durch diese traditionelle Begrenzung des Wahlrechts nicht verletzt. Es werden zudem auch Nebenfolgen, die sich auf die staatsbürgerliche Stellung des Verurteilten beziehen, in das Bundeszentralregister eingetragen (§ 5 Abs. 1 Nr. 7 BZRG).
Die Bekanntgabe der Verurteilung wegen einer öffentlich begangenen falschen Verdächtigung oder Beleidigung (§ 165, § 200 StGB, § 463c StPO) sollte nach Ansicht des Reichsgerichts neben der Genugtuung für den Verletzten geeignet sein, „das durch die Hauptstrafe verhängte Leiden zu erhöhen, indem sie eine Beschämung des Schuldigen innerhalb des Kreises seiner Bekannten“ herbeiführe. Der Bundesgerichtshof schloss sich dieser Ansicht an. Dagegen wendet die Literatur ein, die Anprangerung des Täters sei mit den Grundsätzen eines modernen Strafrechts unvereinbar. Die Bekanntgabe sei daher nicht Nebenstrafe, sondern Nebenfolge der Haupttat. Dafür spreche auch § 6 Abs. 1 Satz 2 JGG, der die Bekanntgabe der Verurteilung gleichrangig mit anderen, in § 45 StGB erwähnten Nebenfolgen benenne und bei Anwendung von Jugendstrafrecht ausschließe.

### Anglo-amerikanisches Recht
Der Zwang zum öffentlichen Tragen von (auffälliger) Sträflingskleidung sowie die in vielen Ländern übliche öffentliche Vorführung von Gefangenen in Fesseln (z. B. Handschellen oder Fußfesseln beim Perp walk) kann die faktische Wirkung einer Ehrenstrafe aufweisen. Die vorgenannten Aspekte werden von betroffenen Personen in der Regel auch ohne öffentliche Vorführung als Ehrenkränkung angesehen.
Nach der Theorie des reintegrativen Beschämens des australischen Kriminologen John Braithwaite soll eine öffentliche Bestrafung wirksamer auf den Verurteilten einwirken als die Nichtöffentlichkeit des modernen Strafvollzugs.
Seit den 1990er-Jahren werden nach den Strafzumessungsrichtlinien (Federal Sentencing Guidelines) in den Vereinigten Staaten als Alternative zum klassischen Strafvollzug wegen dessen notorischer Überfüllung sog. „Shaming Sanctions“ oder „Creative Sentencing“ verhängt. Verurteilte werden – teils wahlweise, teils als unmittelbare Bestrafung – z. B. zum Prangerstehen an öffentlichen Orten mit Schildern verurteilt, auf denen ihre Taten, mitunter abwertend kommentiert, verzeichnet sind. Andere wurden verurteilt, in Zeitungsanzeigen oder Fernsehspots ihr Fehlverhalten publik zu machen und sich öffentlich dafür zu entschuldigen. Wieder andere wurden gezwungen, sich Handlungen oder Umständen auszusetzen, die nach Ansicht der urteilenden Richter denen äquivalent waren, welche die Verurteilten ihren Opfern zumuteten. Die Wirkung dieser „kreativen Bestrafung“ ist selbst in den USA umstritten und dürfte in Europa als Verstoß gegen das Verbot unmenschlicher oder erniedrigender Strafe aus Art. 3 EMRK unzulässig sein. Der Deutsche Juristentag hat 2018 entsprechende Reformvorschläge zur Strafzumessung in Deutschland abgelehnt.